# Fradizela
Fradizela es una freguesia portuguesa del municipio de Mirandela, con 13,46 km² de superficie y 300 habitantes (2001). Su densidad de población es de 22,3 hab/km².